# Vila dos Remédios
Vila dos Remédios es un núcleo urbano en el distrito estatal brasileño y archipiélago de Fernando de Noronha, en el estado de Pernambuco. Es el único asentamiento del archipiélago. Se encuentra ubicada en la isla principal, a una distancia de 545 km de la ciudad Recife. Vila dos Remédios fue la capital del antiguo Territorio Federal de Fernando de Noronha.
De acuerdo con los datos del censo de 2008, del Instituto Brasileño de Geografía y Estadística (IBGE), el distrito estatal de Fernando de Noronha tiene 3012 habitantes. Fernando de Noronha no es un municipio del estado de Pernambuco; es un distrito estatal administrado por un administrador general, que es nombrado por el gobierno estatal.
En Vila dos Remédios se concentran la mayoría de los servicios del archipiélago, desde puestos de salud, escuelas y estaciones de policía hasta la sede de TV Golfinho, el único canal de televisión de Noronha, afiliada a la TV Cultura
Vila dos Remédios está atravesada por la ruta federal BR-363 que la conecta con el aeropuerto de Fernando de Noronha.